# Monte Judd
Il Monte Judd (in lingua inglese: Mount Judd) è un picco roccioso antartico, alto oltre  2.400 m, che sormonta la dorsale che si propaga in direzione nord dal Monte White, nel Supporters Range, catena montuosa che fa parte dei Monti della Regina Maud, in Antartide.
La denominazione fu assegnata dall'Advisory Committee on Antarctic Names (US-ACAN) in onore di Robert C. Judd, meteorologo dell'United States Antarctic Research Program presso la Base Amundsen-Scott nel 1964 e presso la base di Capo Hallett durante le stagioni estive del 1964-65.